# Guaiqueríes de Margarita
I Guaiqueríes de Margarita sono una società cestistica avente sede a La Asunción, in Venezuela. Fondati nel 1977 giocano nel campionato venezuelano.
Disputano le partite interne nel Gimnasio Ciudad de La Asunción, che ha una capacità di 8.500 spettatori.

## Palmarès
- Campionati venezuelani: 8

1977, 1978, 1979, 1980, 1981, 1982, 1997 e 2007